# Димитър Мантов (кмет на Русе)
 Тази статия е за кмета на Русе.  За българския писател вижте Димитър Мантов.  
Димитър В. Мантов е български политически деец от края на 19 век, кмет на Русе през 1887 – 1888 година.

## Биография
Димитър Мантов е роден в село Исакча, Северна Добруджа. Семейството му се установява в Болград, където завършва местната Болградска гимназия. Известно време е писар на болградския префект. По време на Освободителната война е началник на затвора в Тулча и член на окръжния съвет. След войната се преселва в Русе.
По време на проруския Офицерски бунт през февруари 1887 година Димтър Мантов е окръжен управител в Русе и участва активно в разследването, последвало неговото потушаване. По искане на министър-председателя Васил Радославов Мантов се опитва да установи неофициални контакти с руската легация в Букурещ, тъй като от 1885 година официалните отношения между България и Русия са прекъснати. Той пристига в Букурещ на 17 март и се уговаря да се срещне с руския посланик Михаил Хитрово. На 19 март се среща с група проруски ориентирани офицери емигранти, с които влиза в остри спорове, а няколко часа по-късно е тежко ранен след стрелба на оживен букурещки булевард.
Димитър Мантов оцелява от атентата, но дипломатическата му мисия се проваля. Нападателите са заловени и идентифицирани като българите Кевазов и Иванов. Те са осъдени на 7 години затвор, като според съда са мотивирани от желание за лично отмъщение за упражнено от Мантов насилие при разследването в Русе. В същото време остават съмненията за връзка между атентаторите и офицерите емигранти. Руското правителство, стремящо се да се разграничи от атентата, прекратява финансовото им подпомагане, а впоследствие те са принудени да напуснат Румъния и се преместват в Русия.
Мантов е кмет на Русе в продължение на само 2 месеца и седмица – от ноември 1887 година до януари 1888 година. Практически той не успява да заеме ефективно длъжността си, бламиран от стамболовисткото общинско мнозинство, начело с Петър Винаров. Неговото отстраняване от длъжността не задоволява политическите му противници – новият кмет го дава под съд за самоуправство заради приобщени няколко квадратни метра към двора му.